# Silnik w układzie X

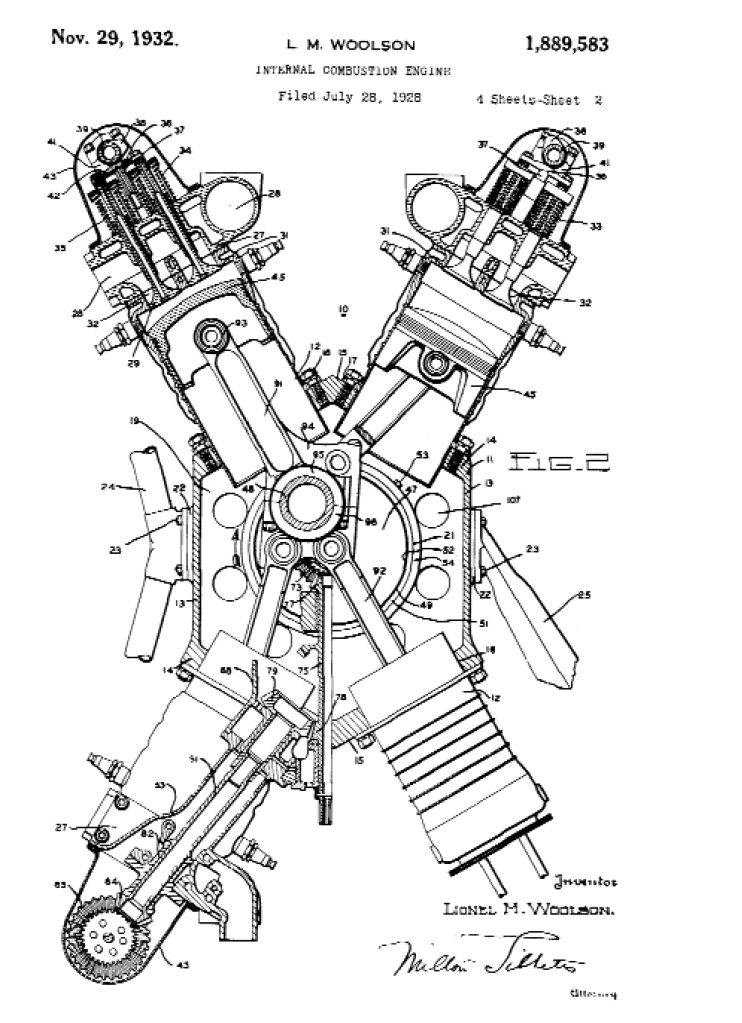

Silnik w układzie X – silnik tłokowy zawierający dwa bloki silnika typu V leżące poziomo naprzeciwko siebie, a cylindry są osadzone na czterech brzegach, z centralnym wałem korbowym.
Silniki te z powodu dużej masy jednostkowej i skomplikowania nie są popularne i często przyrównywane do silnika gwiazdowego.
Silniki w układzie X stosowano zazwyczaj w epoce II wojny światowej. Przykłady takich silników:
- prototypowy silnik X-8 Forda z lat 20 XX w., którego następcą został model Flathead[1];
- silnik X-16 Napier Cub z lat 20 XX w., napędzający prototypowy samolot Blackburn Cubaroo[2];
- prototypowy, chłodzony cieczą Daimler Benz DB 604[3];
- silnik X-24 Isotta-Fraschini Zeta R.C. 24/60, rozwijany dla myśliwca Caproni F6, nie ukończony[4];
- Rolls-Royce Vulture, oparty na dwóch silnikach Peregrine, rozwijany dla bombowca Avro Manchester i myśliwca Hawker Tornado[2];
- prototypowy silnik X-32 Hondy z lat 60 XX w. z przeznaczeniem do wyścigów Formuły 1, nie wszedł do produkcji.

- silnik czołgu T-14, X-12 ЧТЗ 12Н360[5][6]